# Dennis Zimmermann
Dennis Zimmermann (* 5. Mai 1981) ist ein ehemaliger deutscher American-Football-Spieler.

## Laufbahn
Zimmermann spielte ab 1994 bei den Berlin Adlern American Football, später stand er für die Berlin Bears auf dem Feld. 1998 wurde er mit der deutschen Auswahl Junioren-Europameister. Dank eines Stipendiums eines Nachwuchsförderprogramms der NFL spielte er 1998/1999 für die Mannschaft einer Schule in Baltimore (Vereinigte Staaten). Nach seinem Wechsel in den Herrenbereich gewann der 1,82 Meter große Quarterback mit den Berlin Adlern 2004 den deutschen Meistertitel. Zum Spieljahr 2005 ging er zu den Braunschweig Lions, mit denen Zimmermann weitere deutsche Meisterschaften (2005, 2006, 2007, 2008) errang. 2007 wurde er als bester Spieler des Finales um die deutsche Meisterschaft ausgezeichnet. Mit der deutschen Nationalmannschaft gewann Zimmermann 2007 Bronze bei der Weltmeisterschaft. 2010 wurde er mit der deutschen Auswahl Europameister. Nachdem in einem Spiel gegen die Stuttgart Scorpions Ende Juli 2011 ein scheinbar leichter Pass Zimmermanns abgefangen wurde, ließ er sich in der Halbzeit auswechseln und beendete abrupt seine Footballlaufbahn. Später stellte sich heraus, dass er unter einer Depressionserkrankung litt.
Zimmermann wurde beruflich als Fitnesstrainer tätig. Bereits während seiner Footballkarriere arbeitete der gelernte Sport- und Fitnesskaufmann in diesem Bereich, 2016 schloss er eine weitere Ausbildung zum Fachsportlehrer für Fitness und Gesundheit ab.